# 하르톡스 확장정리
다변수 복소해석학에서 하르톡스 확장 정리(Hartogs’ extension theorem, -擴張定理)는 복소 일변수의 해석학에서는 성립하지 않는 복소 다변수만의 특성을 다루는 정리다.

## 정의
하르톡스 확장 정리는 다음과 같이 공식화할 수 있다.
- {\displaystyle C^{n}} (n>1)의 적당한 열린집합 G와 G의 콤팩트 집합 K에 대해 G/K가 연결 집합일 때, f가 G/K 위에서 정의된 C로 가는 정칙 함수라 하자. 그러면, G에서 C로 가는 f의 확장 함수가 유일하게 존재한다.

## 일변수에서의 반례
이상의 하르톡스 확장 정리는 일변수에서는 성립하지 않는다. C/{0}에서 C로 가는 함수 {\displaystyle f(z):={\frac {1}{z}}}를 생각하자. {0}은 C에서 콤팩트 집합이고 C/{0}은 연결 집합이며 f(z)는 정칙 함수이므로 이 함수는 하르톡스 확장 정리의 조건을 만족한다. 그러나 이 함수는 C로 확장 불가능한 함수이다. 이처럼 하르톡스 확장 정리가 성립하는 것은 일변수에서 성립하지 않는 다변수에서만의 현상인데, 이를 일컬어 하르톡스 현상(Hartogs’ phenomenon)이라고 한다.

## 역사
독일의 수학자 프리드리히 하르톡스가 1906년에 증명하였다.